# Jan Henri Ducroz
Jan Henri Ducroz ou tout simplement Bernard, né le 6 mai 1971 à Chamonix, est un curleur français licencié au club de Chamonix, il représente également l'équipe de France à plusieurs compétitions internationales où il tient le rôle de second, c'est-à-dire qu'il lance les pierres en deuxième position. Ce rôle lui a permis à plusieurs reprises de rattraper les erreurs de son équipe et c'est aussi lui qui élabore la majorité des stratégies ce qui fait de lui un des "shotcaller" au sein de l'équipe.

## Biographie
Jan Henri Ducroz débute dans les années 1980 au curling grâce à son père, également pratiquant.
En 2002, il fait partie de l'équipe de France qui participe aux Jeux olympiques d'hiver de 2002 à Salt Lake City avec le club de Chamonix où l'équipe termine dernière. Il participe ensuite aux championnats du monde et prend part notamment à la cinquième place prise par la France lors des mondiaux de 2008. Enfin, la France, dont il fait partie, se qualifie pour Jeux olympiques d'hiver de 2010 de Vancouver avec Thomas Dufour, son frère Richard Ducroz, Tony Angiboust et Raphaël Mathieu.